# Margarethe Carlsen
Margarethe Carlsen (vor 1897 – nach 1902) war eine deutsche Theaterschauspielerin.

## Leben
Carlsen, die Nichte der Schauspielerin Paula Carlsen, war zumeist an mittelguten deutschen Theatern engagiert, bevor sie 1897 ans Stadttheater Hannover engagiert wurde. Dort blieb sie bis 1899 und ging dann ans Neue Theater Berlin. Dort wirkte sie bis mindestens 1902.
Sie galt als liebenswürdige Vertreterin im Fache der Lustspielsoubretten.
Ihr weiterer Lebensweg ist unbekannt.